# Laeko-libuat (jezik)
Laeko-Libuat jezik (laeko, laeko-limbuat; ISO 639-3: lkl), jedini i istoimeni jezik podskupine laeko-libuat, šire skupine maimai, papuanska porodica torricelli, kojim govori 720 ljudi (2003 SIL) u planinama Torricelli u provinciji Sandaun, Papua Nova Gvineja
Etnička populacija 900. S podskupinama beli, Maimai i wiaki čine skupinu maimai.

## Vanjske poveznice
- Ethnologue (14th)
- Ethnologue (15th)